# Svoboda, Burgas
Svoboda (în bulgară Свобода) este un sat în comuna Kameno, regiunea Burgas,  Bulgaria. 

## Demografie
Componența etnică a satului Svoboda
     Turci (10,38%)
     Bulgari (50,96%)
     Romi (28,98%)
     Nicio identificare (7,48%)
     Altele (2,17%)
La recensământul din 2011, populația satului Svoboda era de 414 locuitori. Din punct de vedere etnic, majoritatea locuitorilor (50,96%) erau bulgari, existând și minorități de romi (28,98%) și turci (10,38%). Pentru 7,48% din locuitori nu este cunoscută apartenența etnică.